# Lapin chèvre
Le lapin chèvre est une race ancienne (fin du XIXe siècle) de lapin domestique, rare, originaire du sud-ouest de la France.

## Caractéristiques
Le lapin chèvre est de taille moyenne, de couleur noire ou bleue sur le corps, ventre blanc et liseré jaunâtre séparant ces deux couleurs. Ce liseré encercle également les mâchoires, les narines et le tour des yeux. 
Sa robe et ses couleurs sont semblable à celles des chèvres locales, notamment celles du Poitou ou des Pyrénées ; de là lui vient son nom.
Le lapin chèvre est une souche fermière, rare, principalement originaire de Saintonge et d'Aquitaine. Cette race est officiellement reconnue par la Commission Technique et des Standards du 29 mai 2004.

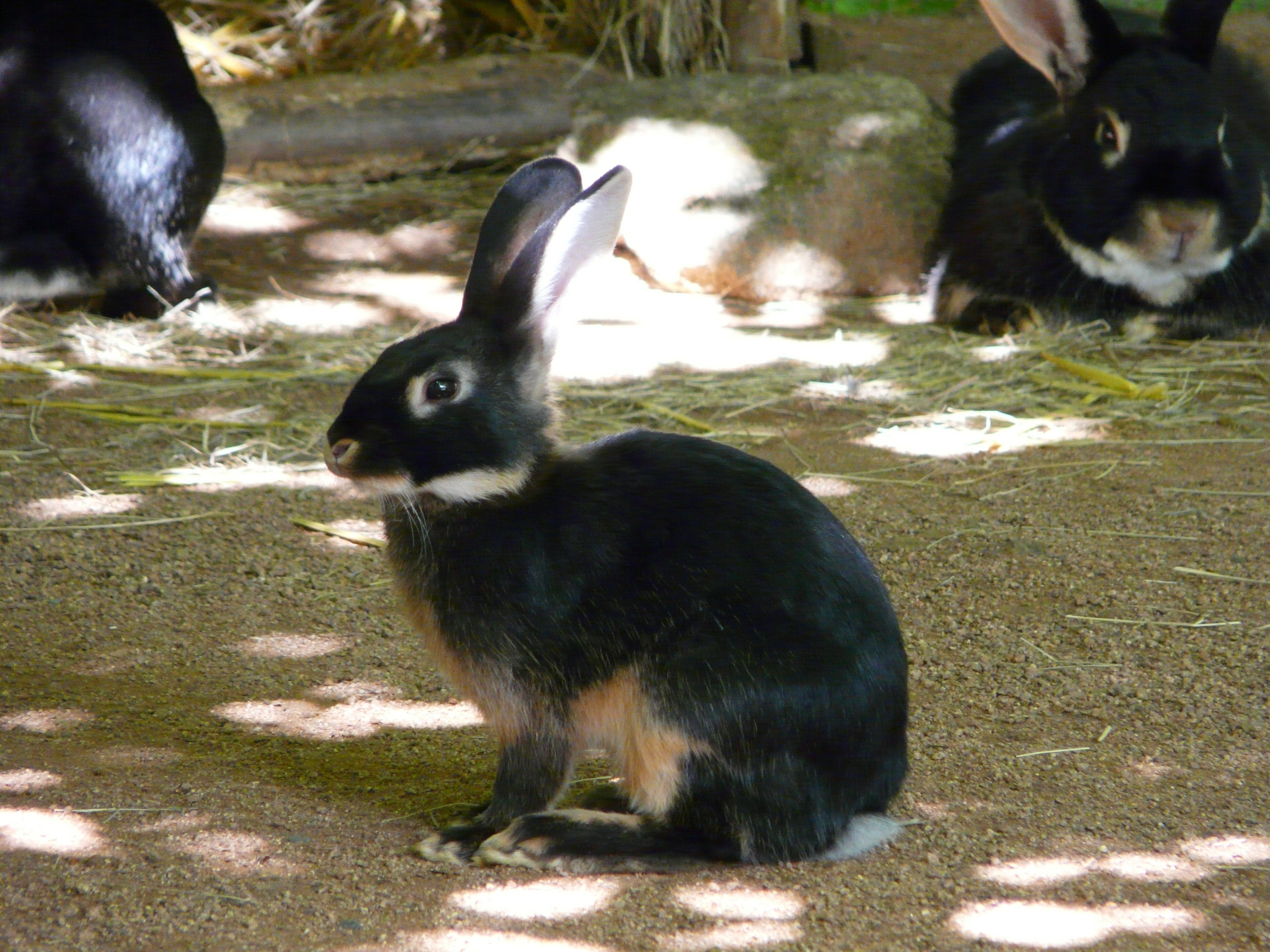
Lapin chèvre.